# Motore Simca Type 345
Il Simca Type 345 è un motore a scoppio prodotto dal 1970 al 1975 dalla Casa automobilistica francese SIMCA.

## Caratteristiche

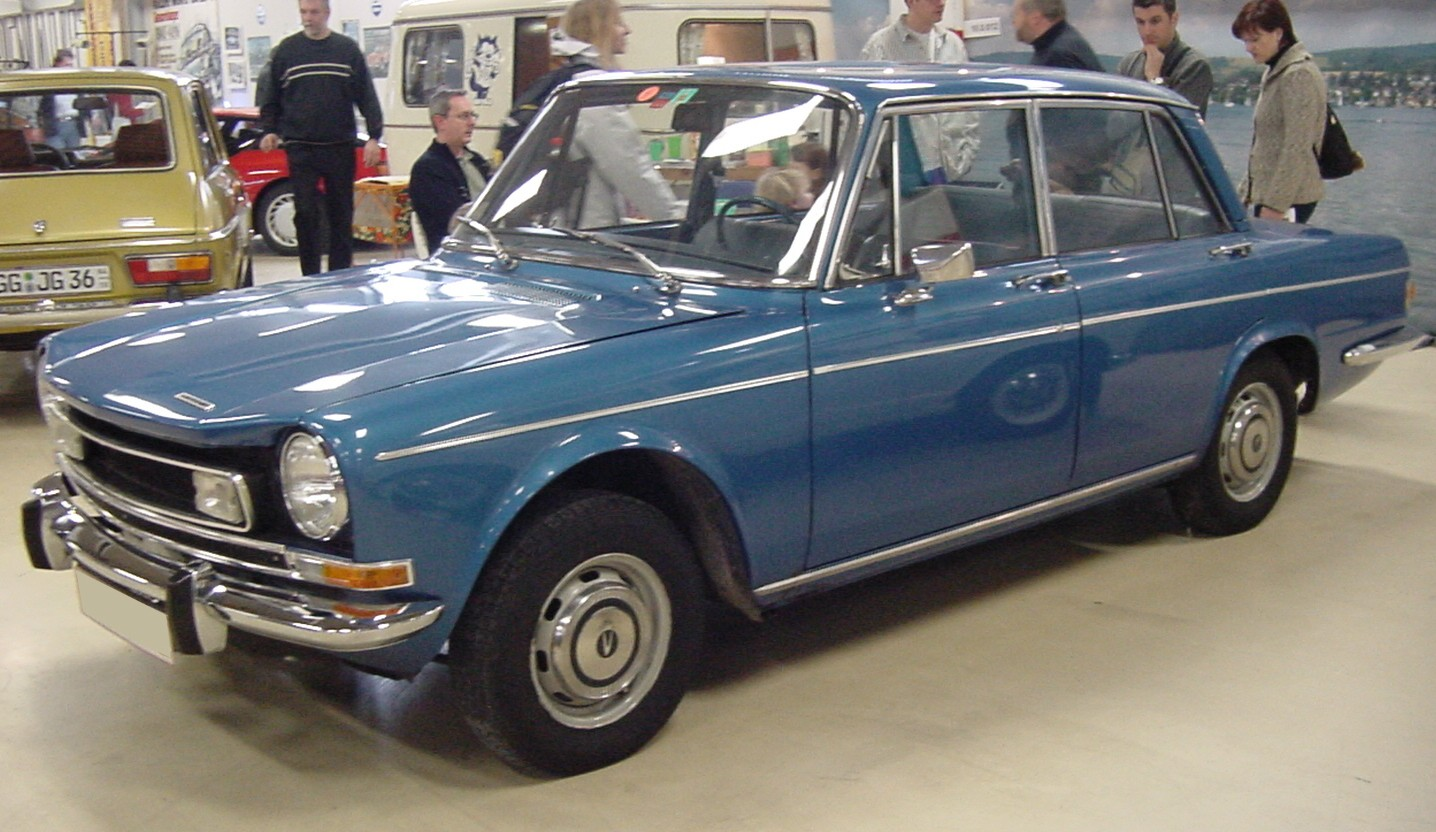
Le Simca 1301 prodotte dal 1970 al 1975 sono le uniche vetture a montare il motore 2N2

Il motore Type 345 (sigla interna: 345) è nato per sostituire il 1.3 Rush, oramai decisamente anziano. Nonostante l'analogia tra le cilindrate (in entrambi i casi 1290 cm³), i due motori non erano affatto imparentati. Il 2L2 era infatti una versione ad alesaggio ridotto del 1.5 2N2 già montato sulle Simca 1500 e 1501. Partendo proprio da quest'unità motrice, il diametro dei quattro cilindri in linea è stato ridotto da 75.2 a 70.3 mm, mentre la corsa è rimasta inalterata ad 83 mm.
Nella sua versione base, alimentata da un carburatore doppio corpo e caratterizzata da un rapporto di compressione pari ad 8.7:1, la potenza massima era di 60 CV DIN a 5400 giri/min, con una coppia massima di 87.3 Nm a 4300 giri/min. Questo motore è stato montato per breve tempo e solo sulle Simca 1301 in allestimento base e LS, prodotte tra il febbraio 1970 e il settembre 1971.
Da questa versione ne sono state però derivate altre due: la prima era nota con la sigla 345 S, ed era caratterizzata da na rapporto di compressione innalzato a 9.1:1, con conseguente aumento della potenza massima a 70 CV a 5400 giri/min. Quanto alla coppia massima, essa raggiungeva gli 88.3 Nm a 4600 giri/min. Il motore 345 S è stato montato sulle Simca 1301 Spécial prodotte dal 1970 al 1973.

La seconda variante derivata dal motore 345 di base fu siglata 2N2 e risultò leggermente depotenziata rispetto alla 345 S: con un rapporto di compressione sceso a 8.8:1, la potenza massima raggiunse 67 CV a 5400 giri/min, mentre migliorò sensibilmente la coppia motrice, la quale toccò la sua punta massima di 99 Nm ad un regime di 4000 giri/min. Questo motore è stato montato sulle ultime Simca 1301 prodotte dal 1973 al 1975.